# Stokite
Stokite (bulgariska: Стоките) är ett distrikt i Bulgarien.   Det ligger i kommunen Obsjtina Sevlievo och regionen Gabrovo, i den centrala delen av landet, 140 km öster om huvudstaden Sofia.
I omgivningarna runt Stokite växer i huvudsak lövfällande lövskog. Runt Stokite är det ganska glesbefolkat, med 47 invånare per kvadratkilometer.